# Centrifugalna spojka
Centrifugalna spojka je spojka koja se ukopčava povećanjem broja okretaja pogonskoga stroja, a zadatak joj je olakšavanje ubrzanja stroja. Centrifugalne spojke omogućuju da pogonski strojevi dođu na približno pun broj okretaja i time imaju približno puni moment uvijanja (torzije) prije nego što ih optereti gonjeni stroj. Time se izbjegava potreba za dimenzioniranja pogonskog stroja za snagu potrebnu za upuštanje u rad. Koriste se kod kratkospojnih elektromotora, motora s unutarnjim izgaranjem. Centrifugalne spojke rade tako da djelovanjem centrifugalne sile nastaje sila trenja koja osigurava prenošenje radnog momenta pri nazivnoj brzini vrtnje.

## Spojka Metalluk i spojka Pulvis
Spojka Metalluk i spojka Pulvis u biti nemaju konstruktivnih razlika. Njihov vodeći dio je kolo s lopaticama, a vođeni jednostavni bubanj. Vođeni dio može biti remenica, zupčanik i slično. Lopatice pregrađuju prostor unutar bubnja u izvjestan broj jednakih komora. U svaku od njih smješten je jednaki broj kuglica promjera od 5 do 10 mm, kod spojke Metalluk, odnosno grafitnih čeličnih zrnaca promjera 1 mm (kod spojke Pulvis). Pri malom broju okretaja, dok je djelujuća centrifugalna sila još mala, lopatice guraju kuglice pred sobom. Povećanjem broja okretaja raste centrifugalna sila koja je izražena sa:
{\displaystyle F_{c}=m\cdot r\cdot \omega ^{2}}
gdje je: m - masa kuglica, r - polumjer hvatišta te sile, ω - kutna brzina, te uzrokuje sve veću silu trenja klizanja između kuglica, a također između njih i unutrašnje obodne površine bubnja. Pri tome se, u određenom trenutku počinje prenositi i zakretni moment, koji također raste i na vođenoj strani. Konačno, otpor trenja na vođenoj strani postaje dovoljno velik da prestane klizanje i da nastupi sinkrono okretanje vodećeg i vođenog dijela. Ako u pogonu dođe do preopterećenja, klizanje nastupa ponovno. Da bi se ograničilo istrošenje zbog trenja u ovoj spojci, ona se puni mazivom (uljem). Prenosivi zakretni moment ovih spojka može se regulirati količinom čeličnih kuglica.

## Čeljusne centrifugalne spojke
Čeljusne centrifugalne spojke predstavnici su spojka za regulirani puštanje u rad, koje tu funkciju obavljaju s pomoću opruga. Pri tome se one određenom protusilom suprotstavljaju stupnju tarnih površina u spojci u međusobni dodir pod utjecajem centrifugalne sile, pa se taj dodir uspostavlja istom onda kad centrifugalna sila postane veća od protusile opruge. Tek tada počinje djelovati opisani mehanizam prijenosa zakretnog momenta trenjem. 
Oprugama su međusobno spojeni dijelovi parova njenih tarnih dijelova (čeljusti), a zglobno su spojeni s vodećim dijelom spojke s pomoću svornjaka koji služe kao okretišta. Čeljusti su dakle obložene tarnim (frikcijskim) materijalom. Mirovanje vođenog dijela spojke (na primjer remenice za klinasto remenje) za vrijeme praznog hoda omogućeno je spojem s vratilom s pomoću kugličnih ležaja.

## Vanjske poveznice
|  | Zajednički poslužitelj ima još gradiva o temi Centrifugalna spojka |